# Плуксне, Карлис
Ка́рлис Янович Плу́ксне (латыш. Kārlis Plūksne; 23 февраля 1906 — 29 июня 1973) — латвийский и советский архитектор. Председатель правления Союза архитекторов Латвийской ССР (1951—1959).

## Биография
Карлис Плуксне родился в Тукумсе 23 февраля 1906 года. Его брат Эдгар в последующем стал оперным певцом.
Окончил архитектурный факультет Латвийского университета (1926—1942). Второй архитектурный диплом получил в Рижском политехническом институте (1960).
Во время учёбы в университете работал техником в Управлении латвийской железной дороги и Министерстве образования Латвийской Республики (1926—1931). 
Руководил строительными работами и проектировал в Риге и Мадоне (1931—1939).
С 1936 по 1940 год — заместитель архитектора Артура Галиндома при сооружении 
Армейского экономического магазина (сейчас — торговый центр «Galerija Centrs»), впоследствии проектировал интерьеры этого магазина.
С 1945 года по 1968 работает в Институте «Латгипрогорстрой» Управления по делам архитектуры при Совете министров Латвийской ССР.
С 1953 года — Главный архитектор проектов (ГАП) этого Института. 
В 1945 году вступает в Союза архитекторов Латвийской ССР (с 1951 года по 1959 — председатель правления).

## Творчество

Памятник борцам революции 1905 года в Риге, 1960 г.
Скульптор Альберт Терпиловский, архитектор Карлис Плуксне

### Раннее творчество (1931—1944)
Основные работы Карлиса Плуксне в этот период:
- Коттеджи в Майори, Лиелупе и Инчукалнсе (1931—1933).
- Здание магазина в Булдури (1934).
- Начальная школа в Меллужи, средняя школа в Дубулты (1931—1933).
- «Народный дом» (Дом культуры) в Мадоне (1934).
- Интерьеры «Армейского экономического магазина» (ныне «Galerija Centrs», 1938).

### Послевоенное время (1945—1958)
- Жилой дом в Риге на углу улиц Кр. Валдемара и Малпилс (1953).
- Один из авторов павильона Латвийской ССР на Всесоюзной сельскохозяйственной выставке в Москве (1954).
- Работал по перепланировке площади у Рижского замка и Эспланады («Парка Коммунаров»). Автор фонтанов и светильников (1950-е годы).
- Высотное здание Академии наук (1958, в соавторстве с архитекторами Освальдом Тилманисом, Владимиром Шнитниковым и Вайделотисом Апситисом).

### Зрелые годы (1959—1973)
- Автор архитектурного решения памятников героям революции и войны в «Парке Коммунаров» (1959).
- Автор архитектурного решения памятника Борцам революции 1905 года (1960, скульптор А. Терпиловский).
- Здание Союза художников Латвийской ССР на Набережной 11 Ноября (1960).
- Памятник Ленину в Лиепае (1970, скульптор А. Терпиловский).
- Принимал участие в конкурсах на создание памятника освободителям Лиепаи и памятника павшим советским воинам[1].
- По индивидуальным проектам Карлиса Плуксне в 1960—1970-е годы были построены школы в Лудзе и Риге.
- Автор типовых проектов школьных зданий в Латвийской, Литовской, Эстонской и Грузинской ССР.

## Галерея произведений
|                                 |  |                                 |  |                      |
| Павильон Латвийской ССР на ВДНХ |  | Здание Латвийской Академии Наук |  | Фонтаны на Эспланаде |

|                       |  |                              |  |                                  |
| Дом Культуры в Мадоне |  | Школа №3 на улице Грециниеку |  | Жилой дом на улице Кр. Валдемара |

|                           |  |                              |  |                                |
| Внутренний двор школы № 3 |  | Рига. Типовой Учебный корпус |  | Здание Союза художников Латвии |